# 钦定日下旧闻考
《日下舊聞考》，原名《钦定日下旧闻考》，是清乾隆年间刊印的关于北京历史、地理、城坊、宫殿、名胜等方面的古籍，是敏中、英廉、德保、竇光鼐、朱筠等人奉敕编纂，並於康熙年间朱彝尊的《日下旧闻》的基础上考证和补充而成的。古人称京师为“日下”，故名“日下旧闻”。

## 修訂沿革
朱彝尊之《日下旧闻》一书“详于考古，而略于核实”，而且此書自康熙二十六年（1687）刊刻以來，近百年間，京城又有極大变化，乾隆三十六年朝廷決定将此书重新考证。《日下旧闻考》仍然沿用《日下舊聞》的体例和目录，原书分星土、世紀、形勝、宮室、城市、郊、京畿、僑治、邊障、戶版、風俗、物產、雜綴十三門外，还增设国朝宫室、京城总记、皇城、官署（自城市門切割出來）、苑囿等门，並删去僑治門，總計十八門，再收錄康熙、雍正及乾隆帝的詩文，篇幅从四十二卷增加到一百六十卷，是《日下旧闻》的三倍。《日下旧闻考》从乾隆三十八年（1773年）开始修订到乾隆四十七年（1782年）成书，乾隆五十年至五十二年（1785年－1787年）刊刻出书。《钦定日下旧闻考》大量收入清朝初年之史料，“履堪遗迹，订妄以存真”，如圆明园和长春园毀於咸豐十年的英法聯軍，端賴此書完整描寫当时林園的宏偉状貌，提供可靠的史料依据。

## 延伸阅读
[在维基数据编辑]
 在维基文库阅读本作品原文（ 在维基共享资源阅览影像）
 《欽定日下舊聞考 (四庫全書本)》